# Сергино (озеро)
Сергино (каз. Сергино) — озеро в Кызылжарском районе Северо-Казахстанской области Казахстана. Находится в 4 км к юго-востоку от села Дубровное.
По данным топографической съёмки 1940-х годов, площадь поверхности озера составляет 1,29 км². Наибольшая длина озера — 1,4 км, наибольшая ширина — 1,2 км. Длина береговой линии составляет 4,1 км, развитие береговой линии — 1,01. Озеро расположено на высоте 130 м над уровнем моря.
Озеро входит в перечень рыбохозяйственных водоёмов местного значения, имеется озёрно-товарное рыбоводное хозяйство.